# Mario Party 9
Mario Party 9 est un jeu vidéo de type party game développé par Nd Cube et édité par Nintendo sur Wii le 2 mars 2012. Il s'agit du neuvième épisode principal de la série Mario Party et du deuxième à être édité sur la Wii. Il suit Mario Party 8 et précède Mario Party 10. Comme son prédécesseur, Mario Party 9 tire parti des fonctionnalités de la Wiimote.

## Univers

### Histoire
Un soir au Royaume Champignon, Mario et ses amis scrutent le ciel pour regarder les étoiles quand celles-ci se mettent à disparaître mystérieusement. En regardant dans le télescope, Mario aperçoit Bowser et Bowser Jr. en train d'aspirer les étoiles du firmament. Mario et ses amis décident alors de se mettre en route pour récupérer les étoiles. C'est alors que Maskass et Kamek apparaissent et les suivent dans l'intention de déjouer leur objectif.

### Personnages
Mario Party 9 dénombre un total de douze personnages. Le joueur peut ainsi choisir de jouer avec Mario, Luigi, Peach, Daisy, Wario, Waluigi, Yoshi, Birdo, Toad ou Koopa. Maskass et Kamek sont à débloquer.

### Plateaux
- Randonnée dans la vallée : Ce plateau constitue le premier stage du mode histoire et permet aux joueurs de se familiariser avec le nouveau gameplay introduit dans ce jeu. Le plateau en lui-même comprend des prairies luxuriantes, des fleurs et des moulins à vent. Un pont cassé empêchera les joueurs d'avancer et doivent atteindre un certain nombre pour franchir le ravin, dans le cas contraire, ils devront passer par une route inférieure remplie de cases étoiles sombres. Un Lakitu et un Wiggler servent de boss.
- Panique à la fabrique : Deuxième stage du mode histoire. Il se déroule dans une usine remplie de tapis roulants. Des Bob-Ombs peuvent se mêler au jeu des joueurs. Si un Bob-Omb explose, le capitaine perd la moitié de ses petites étoiles. Les boss de ce plateau sont un Whomp ainsi que le Roi Bob-Omb.
- Cauchemar au manoir : Situé dans un manoir hanté par des Boos, c'est le troisième niveau du mode histoire. Lorsqu'un capitaine passe devant un portrait de Boo. Un Boo en sort et se met à poursuivre les joueurs. Les Boos avancent de 3 cases à la fin de chaque tour, si un Boo rattrape le véhicule, le capitaine actuel perd la moitié de ses petites étoiles. Si par malheur plusieurs Boos rattrappent le véhicule, il perd plus de la moitié de ses petites étoiles. Les boss du niveau sont un Skelerex ainsi que le Roi Boo.
- Expédition au lagon : Quatrième stage du mode histoire, il se déroule dans un océan tropical entouré de plages et d'îles. Un dauphin apparaît au début du plateau et se déplace de 2 cases à chaque tour, si un capitaine le rattrape, il reçoit 5 petites étoiles. Une fois le dauphin parti, un Sushi fera son apparition, à chaque fin de tour, le Sushi avancera de 4 cases. S'il rattrape le véhicule, le capitaine actuel perdra en retour la moitié de ses petites étoiles. Un Cheep Cheep sert de premier boss, tandis qu'un Bloups fait office de second boss.
- Galère dans le cratère : Cinquième niveau du mode histoire, il est situé dans un volcan en activité où les joueurs se déplacent vers le haut et vers l'extérieur. Il faudra échapper au magma qui monte de 2 cases à chaque tour. Si un capitaine est touché par le magma, il perd la moitié de ses petites étoiles. Quant aux boss du plateau, il faudra affronter un Spike ainsi qu'un Chomp.
- Bowser en apesanteur (à débloquer) : Dernier niveau du mode histoire, il se déroule sur une station spatiale appartenant à Bowser. Une machine à jackpot présente au centre du plateau augmente ici en petites étoiles. Si elle atteint 20 petites étoiles ou plus, un mini jeu Jackpot se déclenche, le prix à gagner étant bien sûr les petites étoiles de la machine. En guise de boss, vous devrez affronter dans un premier temps Bowser Jr, puis Bowser. Pour débloquer ce plateau, il faut terminer le cinquième niveau dans le mode histoire.
- Jungle DK (à débloquer) : Septième plateau de Mario Party 9 considéré comme un plateau bonus, il peut être acheté au musée pour 500 points de fête. Il n'est pas jouable en mode solo et est totalement différent des six autres plateaux. Ici les petites étoiles sont remplacées par des bananes. Au lieu d'affronter un boss, les joueurs devront jouer à deux mini-jeux bonus hébergés par Donkey Kong et Diddy Kong.

## Système de jeu
Comme dans les précédents jeux de la série, 2 à 4 joueurs se déplacent sur un plateau virtuel aux thèmes variés et participent à différents mini-jeux. Contrairement aux épisodes précédents, tous les joueurs se déplacent ensemble dans un même véhicule, dont le nombre de cases à avancer est déterminé par le dé. Le but pour gagner est de collecter un maximum de petites étoiles ou de bananes en avançant sur le plateau et en jouant aux divers mini-jeux avant d'arriver à la fin du parcours. Au total, 78 mini-jeux sont disponibles et répartis en quatre types. De plus, chaque plateau contient 2 boss que les joueurs doivent défier dans un mini-jeu. Le premier boss se trouve à mi-parcours et le deuxième à la fin du plateau.

## Modes de jeu
Mario Party 9 dispose de cinq modes de jeu :
- Jeux de plateau : Ce mode permet de jouer sur un des 7 plateaux de jeu, de 1 à 4 joueurs.

- Mini-jeux : Ce mode permet de jouer à des jeux qui ont des buts différents des jeux de plateaux, mais qui impliquent toujours les mini-jeux.

- Solo : Dans ce mode, jouable en solo seulement, le joueur joue sur 6 des 7 plateaux de jeu dans un ordre qui est toujours le même à chaque partie. Si Maskass ou Kamek gagnent dans un niveau, le joueur doit le recommencer.

- Musée Toad : Le joueur peut y acheter plusieurs objets grâce aux points d'aventure gagnés durant une partie de jeu.

- Extras : Ce mode permet de jouer à des versions modifiées de mini-jeux existants, et à des jeux qui ne sont disponibles que grâce à ce mode.

### Cases
Différents types de cases existent sur les plateaux de Mario Party 9. Voici la liste :
- Case Verte : Si un joueur atterrit dessus, il ne se passe rien et c'est au prochain joueur de jouer.

- Case Dé : Si un joueur atterrit dessus, il obtient un dé spécial. Dans des cas plus rares, il peut aussi obtenir quelques petites étoiles ou déclencher un mini-jeu.

- Case Relance : Si un joueur atterrit dessus, il doit rejouer en utilisant un dé normal.

- Case Demi-tour : Si un joueur atterrit dessus, il doit lancer un dé normal dont le score déterminera de combien de cases il reculera.

- Case À-qui-le-tour : Si un joueur atterrit dessus, l'ordre dans lequel les joueurs lancent le dé change.

- Case Événement : Si un joueur atterrit dessus, une roulette est lancée pour déterminer un événement particulier qui s'y produira.

- Case Hasard : Si le joueur atterrit dessus, un événement spécial est déclenché aléatoirement, permettant entre autres de gagner des petites étoiles ou des dés spéciaux.

- Case Chance : Cette case permet de gagner des petites étoiles ou des dés spéciaux.

- Case Malchance : Si un joueur atterrit dessus, il perdra des petites étoiles.

- Case Mission : Lorsque le véhicule arrive sur cette case, il s'y arrête automatiquement pour un événement particulier qui peut permettre aux joueurs de gagner des petites étliles.

- Case Bowser : Si un joueur atterrit dessus, une roulette est lancée pour déterminer un événement particulier qui s'y produira et qui, la plupart du temps, sera en défaveur du joueur qui s'est arrêté sur cette case.

- Case VS : Cette case déclenche un mini-jeu chacun pour soi dans lequel tous les joueurs s'affrontent.

- Case 1 VS 2 / 1 VS 3 : Si un joueur s'arrête ici, il doit affronter ses adversaires qui joueront contre lui en équipe dans un mini-jeu.

- Case Combat : Si un joueur s'arrête sur cette case, un Frère Marto ou un Frère Pyro apparaît et déclenche un mini-jeu dans lequel tous les joueurs parient une mise de petites étoiles, et les 3 premiers se partagent la mise à la fin.

- Case Bowser Jr. : Si un joueur s'arrête ici, il doit affronter Bowser Jr. en équipe avec un autre joueur qu'il choisira dans un mini-jeu d'équipe. Si Bowser.Jr gagne, les joueurs perdent 5 petites étoiles. S'il perd, les joueurs gagnent 5 petites étoiles.

- Case Boss : Ces cases se trouvent devant les forts et derrière la porte de Bowser. Elles déclenchent des mini-jeux où tous les joueurs s'affrontent pour être celui qui infligera le plus de dégâts à un boss. Ces mini-jeux permettent d'obtenir plus de petites étoiles que les autres.

### Dés
Mario Party 9 introduit plusieurs nouvelles sortes de dés. Le dé normal peut être utilisé par n'importe qui à n'importe quel tour. Les dés spéciaux s'obtiennent au cours de divers événements durant une partie et ne sont utilisables qu'une fois. Un joueur peut avoir au maximum 2 dés spéciaux.
- Dé normal : Ce dé permet d'avancer d'une à 6 cases.

- Dé 0-1 : Ce dé permet de ne pas avancer, ou d'avancer d'une case.

- Dé 1-2-3 : Ce dé permet d'avancer d'une à 3 cases.

- Dé 4-5-6 : Ce dé permet d'avancer de 4 à 6 cases.

- Dé à 10 faces : Ce dé permet d'avancer d'une à 10 cases.

- Dé pipé : Ce dé permet d'avancer d'une à 6 cases, et est ralenti. Cela permet au joueur d'obtenir le résultat qu'il veut en choisissant ce dé.

## Accueil

### Critiques
Mario Party 9 a reçu des critiques globalement positives de la presse spécialisée. Les sites de compilations de critiques GameRankings et Metacritic lui accordent une moyenne de 75 % et 73 % calculées respectivement sur 30 et 45 critiques,.